# 前海深港现代服务业合作区
前海深港现代服务业合作区，位于中華人民共和国广东省深圳市西部的前海湾畔、蛇口西侧、珠江口伶仃洋东岸，行政区劃上属于南山区、宝安区，於2010年8月26日由国务院批覆。規劃利用毗鄰香港的區位優勢，特別制定《前海深港现代服务业合作区总体发展规划》，将前海深港现代服务业合作区定位为深港合作先导区、体制机制创新区、现代服务业聚集区和结构调整引领区。屬深圳經濟特区的一部分。

## 地理

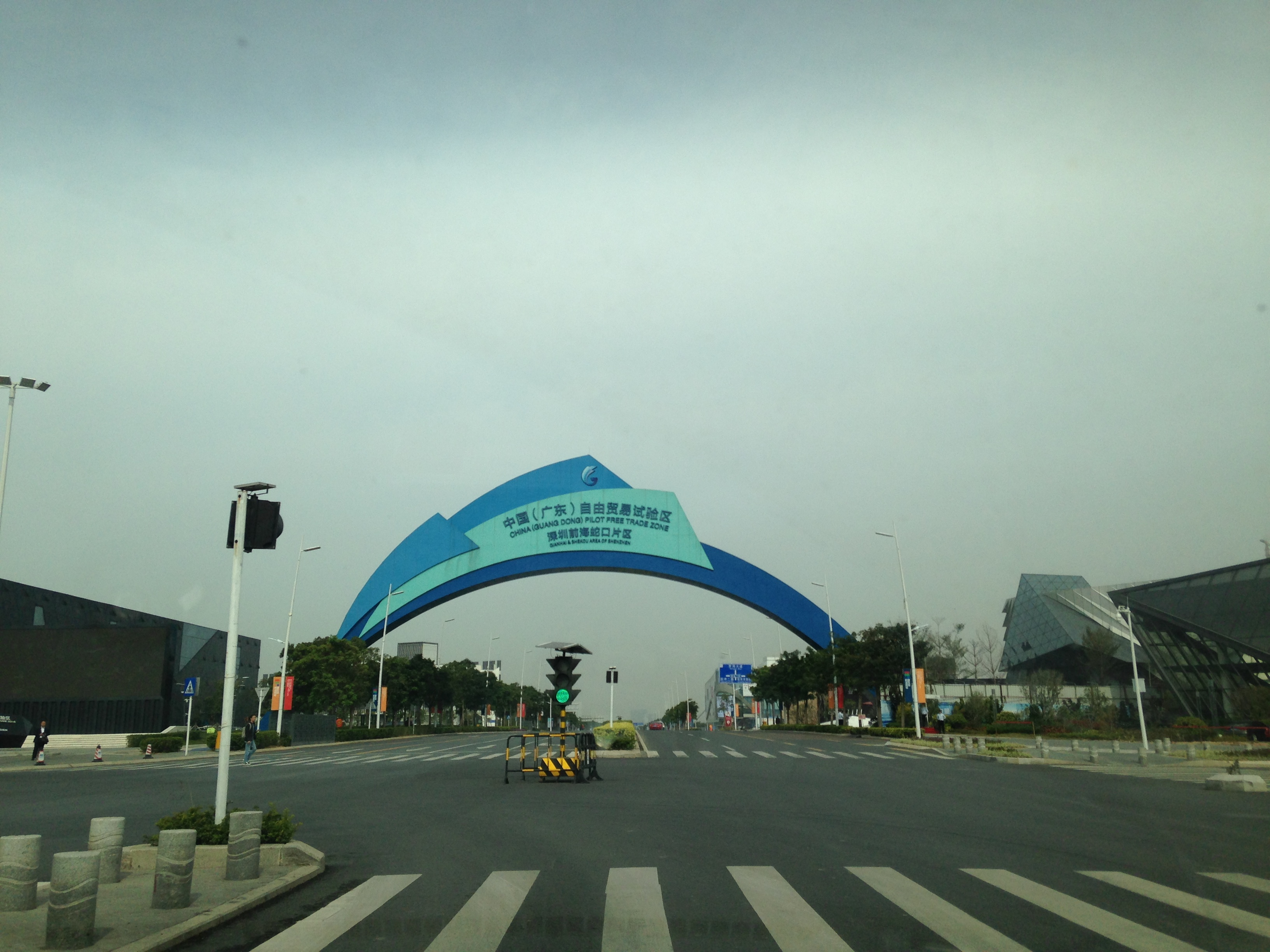
深圳前海合作区门闸

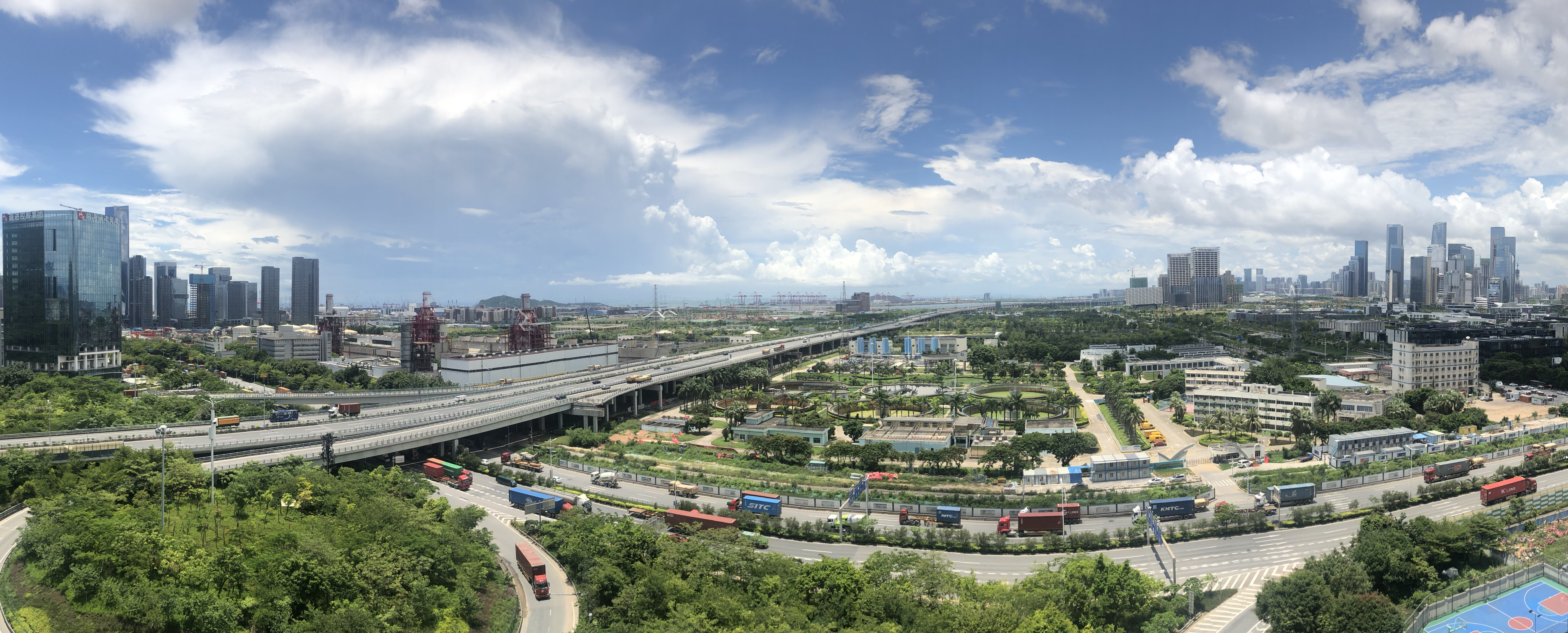
穿过深圳前海合作区的广深沿江高速

最初的前海深港现代服务业合作区占地面积14.92平方公里，隶属于南山区的桂灣片區、前灣片區及媽灣片區，其中3.71平方公里为前海湾保税港区，位于整个珠三角湾区的核心位置，均是填海造地而成的土地。
2021年9月6日，中共中央、国务院印发《全面深化前海深港现代服务业合作区改革开放方案》，前海合作区总面积扩展至120.56平方公里，并进一步拓展至以下区域：
- 南侧毗邻的蛇口及大小南山片区〔东至后海大道、近海路、爱榕路、招商路、水湾路，南至深圳湾，西至月亮湾大道、珠江口，北至东滨路，包含中国（广东）自由贸易试验区的蛇口区块〕22.89平方公里
- 北侧毗邻的会展新城及海洋新城片区（东至松福大道，南至福永河，西至海岸线，北至东宝河、沙井北环路）29.36平方公里
- 机场及周边片区（东至宝安大道，南至金湾大道、宝源路、碧湾路，西至海岸线，北至福永河、松福大道、福洲大道）30.07平方公里
- 宝中及大铲湾片区（东至宝安大道，南至双界河，西至海岸线，北至金湾大道、宝源路、碧湾路，另包括大小铲岛、孖洲岛）23.32平方公里

## 发展历程
根據中共中央、國務院的決策部署訂下的前海發展目標，利用香港服務業發達的優勢，在前海合作發展金融等现代服务业，到2020年，建成基礎設施完備、聚集具有世界影響力的現代服務業企業，成為亞太地區重要的生產性服務業中心，世界服務貿易重要基地。
2011年6月27日，深圳市第五屆人民代表大會常務委員會在第九次會議中，通過《深圳经济特区前海深港现代服务业合作区条例》，條例在前海合作區推行，以推進前海合作區的發展。
截至2016年底，在前海注册的金融类企业已达到5.09万家，占前海企业总数的46.6%。其中，银行类金融机构40家，证券业金融机构88家，保险业金融机构22家，另有融资租赁公司2000余家、商业保理公司4000余家、小额贷款公司36家、信用担保公司280余家。
2020年1月，前海引入自由貿易賬戶制度。
2021年9月6日，中共中央、国务院印发《全面深化前海深港现代服务业合作区改革开放方案》，提到前海合作区总面积由14.92平方公里扩展至120.56平方公里。

## 与香港关系
前海配合中央提供政策，規劃訂下的藍圖發展，按照規劃大綱，前海如果成功發展，其體制和金融業為主模將會與香港極為相近。香港經貿商會會長李秀恒博士表示，前海與香港正面競爭、香港地位遭受削弱已經是無可避免的趨勢。
香港建制派立法會議員葉劉淑儀公開質疑、認為香港正被「綁上戰車」，無可避免要參與，屆時會有大批服務業工序遷到前海，引發第二次產業北移，惟香港政府卻後知後覺。《信報》創辦人林行止則認為；前海的最終目的在取代香港，成為由北京操控、全面為中國服務的地域性金融中心。他以新加坡為例，稱新加坡被專權體制掌控，世人皆知，但是該國在金融業上有與香港爭一日雄長甚且超越香港的架勢。前香港建築師學會會長陳沐文認為前海的行政體制和以金融產業模式與香港極為接近，若香港繼續內耗，前海有可能取代香港國際城市地位。

## 進駐前海的非中國內地公司
目前已有不少香港公司在前海設立分公司或合資公司，包括滙豐銀行（滙豐前海）、恒生銀行、東亞銀行、香港交易所（前海聯合交易中心）。此外，台灣玉山銀行亦於前海成立子行。

## 交通（扩区前）

### 道路
整個前海被廣深沿江高速自東南至西北貫穿，南坪快速路亦穿過前海東南部。規劃中桂廟路、桃園路等南山區東西向道路將西延到前海。2015年4月，深圳市政府已為區內道路命名。

### 鐵路
規劃中的深港機場鐵路、穗深城际铁路、深惠城际铁路或會在前海設站。

### 公交
- 前海合作區總站
- 鲤鱼门地铁站
- 前海湾地铁站总站
- 月亮湾公交综合车场

| 编号 | 编号 | 线路           | 线路 | 线路                     | 收费  | 运营商   | 备注                 |
| ---- | ---- | -------------- | ---- | ------------------------ | ----- | -------- | -------------------- |
|      | M176 | 深大总医院总站 | ⇆    | 前海大厦东广场公交首末站 | 2元   | 巴士五分 | 原 B796，合并原 B736 |
|      | M492 | 前海合作区总站 | ⇆    | 丽康总站                 | 2.5元 | 巴士四分 | 原 高峰专线63        |

| 编号 | 编号 | 线路           | 线路 | 线路               | 收费 | 运营商   | 备注           |
| ---- | ---- | -------------- | ---- | ------------------ | ---- | -------- | -------------- |
|      | M432 | 大铲湾公交总站 | ⇆    | 大冲               | 3元  | 巴士五分 | 原 高峰专线234 |
|      | M418 | 前海合作区总站 | ⇆    | 蛇口广场公交首末站 | 2元  | 巴士五分 | 原 B802        |

| 编号 | 编号 | 线路             | 线路 | 线路           | 收费 | 运营商   | 备注                           |
| ---- | ---- | ---------------- | ---- | -------------- | ---- | -------- | ------------------------------ |
|      | B990 | 前海湾地铁站总站 | ↺    | 法治大厦       | 1元  | 巴士五分 |                                |
|      | M158 | 前海湾地铁站总站 | ↺    | 前海石公园     | 2元  | 巴士五分 | 原 高峰专线156（第一代）       |
|      | M562 | 前海湾地铁站总站 | ⇆    | 高新西公交总站 | 2元  | 巴士五分 | 原 B682（第一代）、高峰专线121 |

| 编号 | 编号 | 线路                     | 线路 | 线路                   | 收费  | 运营商   | 备注                    |
| ---- | ---- | ------------------------ | ---- | ---------------------- | ----- | -------- | ----------------------- |
|      | 42   | 月亮湾公交综合车场       | ⇆    | 世界之窗总站           | 2元   | 巴士五分 |                         |
|      | 81   | 月亮湾公交综合车场       | ⇆    | 民乐公交接驳站         | 2.5元 | 巴士五分 |                         |
|      | 113  | 莲塘梧桐苑总站           | ↻    | 地王大厦               | 2.5元 | 巴士五分 | 与223路免费换乘         |
|      | M347 | 月亮湾公交综合车场       | ↻    | 南山区行政服务大厅     | 2.5元 | 巴士五分 | 原 76                   |
|      | M364 | 月亮湾公交综合车场       | ⇆    | 莲塘梧桐苑总站         | 2–8元 | 巴士五分 |                         |
|      | M375 | 桃花源智创小镇公交首末站 | ⇆    | 月亮湾公交综合车场     | 2元   | 西部一分 | 原 396                  |
|      | M430 | 月亮湾公交综合车场       | ⇆    | 南山中心区公交总站     | 2元   | 巴士五分 | 原 B687（第一代）、B700 |
|      | M467 | 月亮湾公交综合车场       | ⇆    | 创新科技中心公交首末站 | 2元   | 巴士五分 | 原 B727                 |

## 相片集

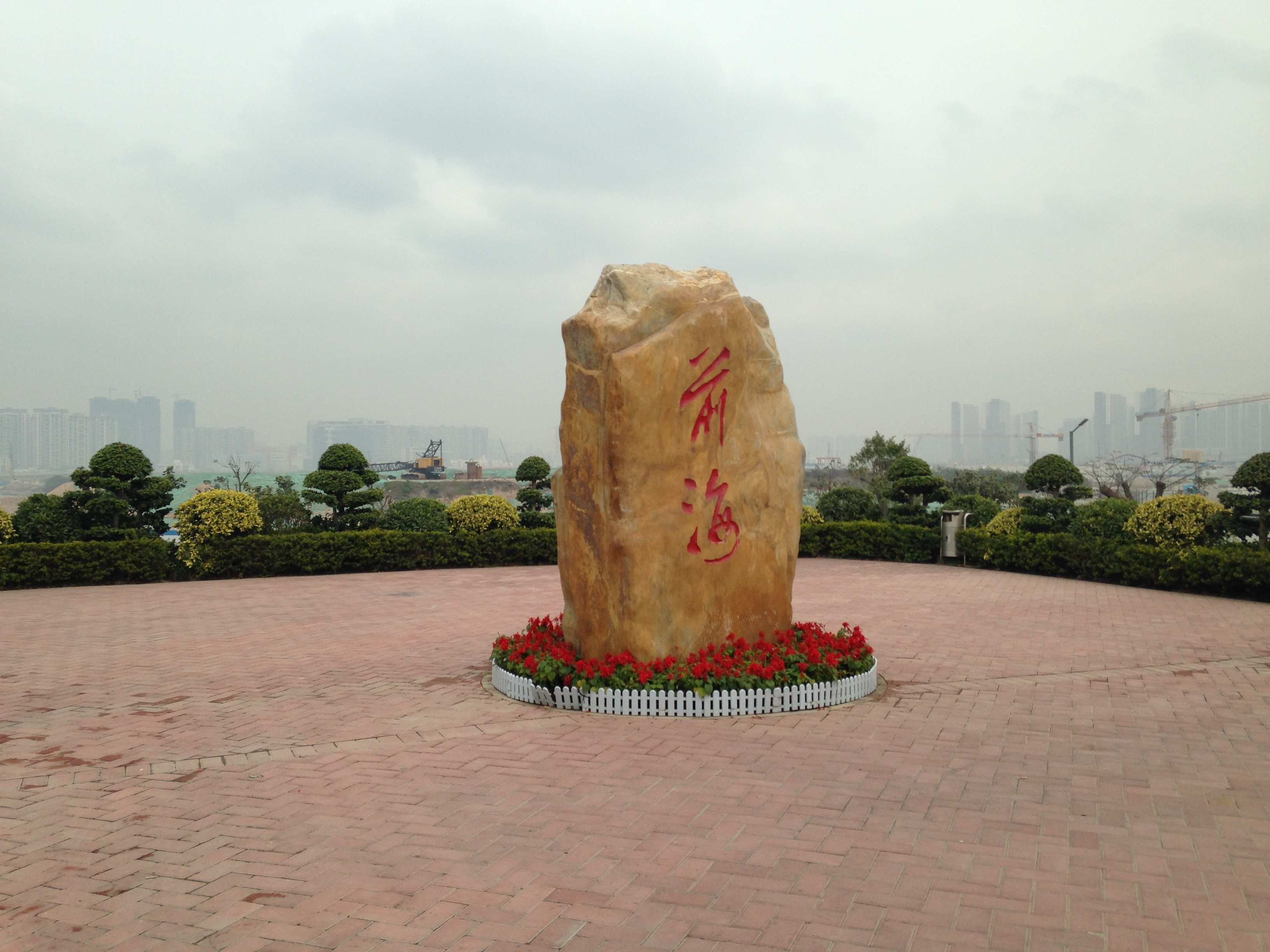
前海石公園內的前海石
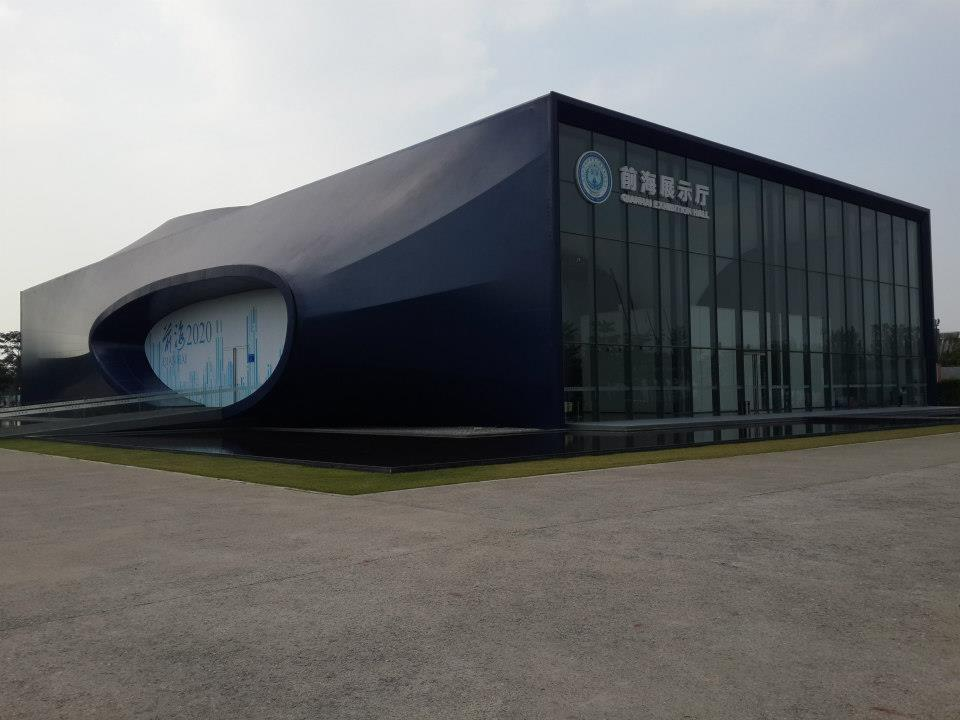
前海展示廳
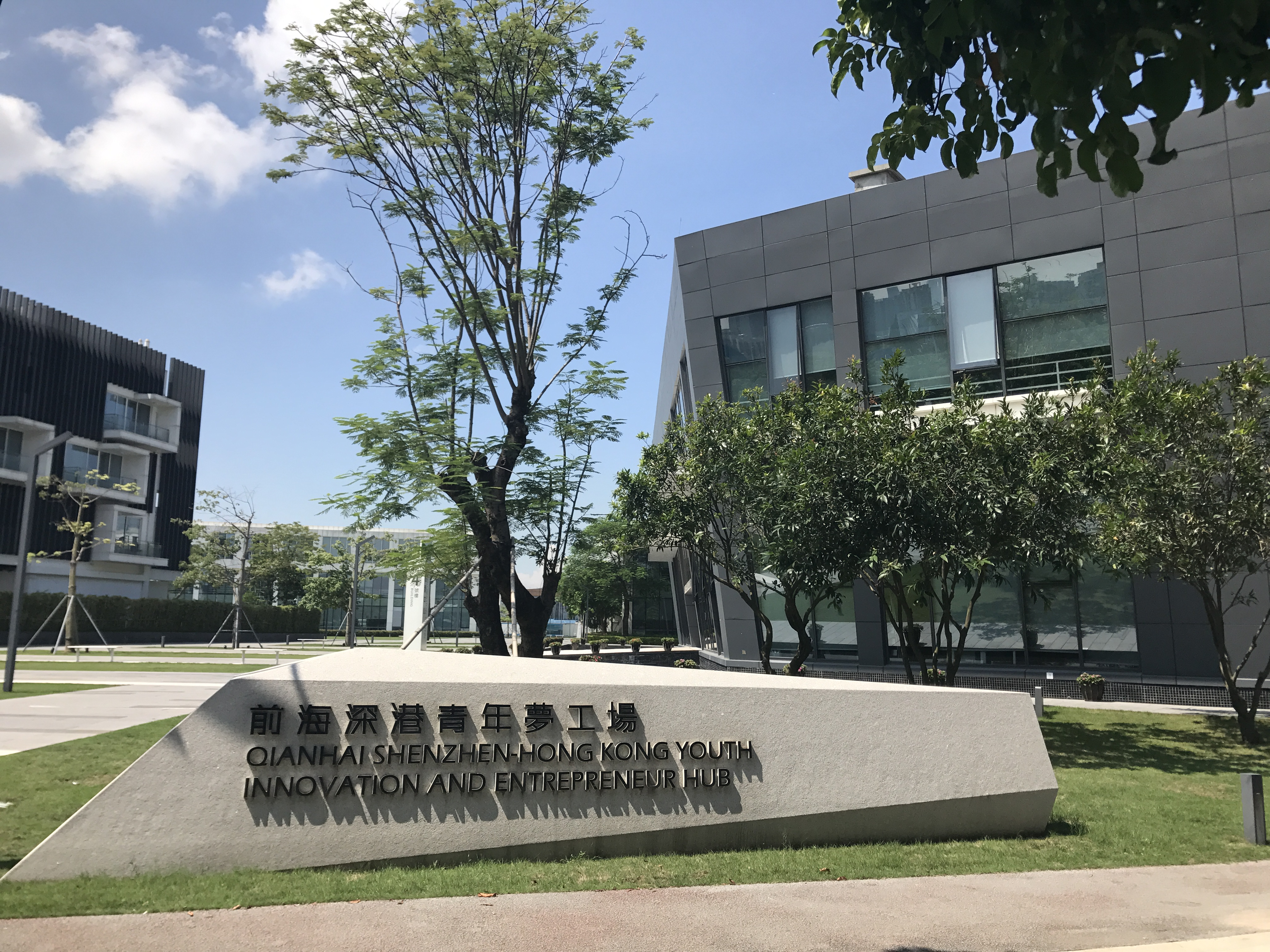
前海深港青年夢工場
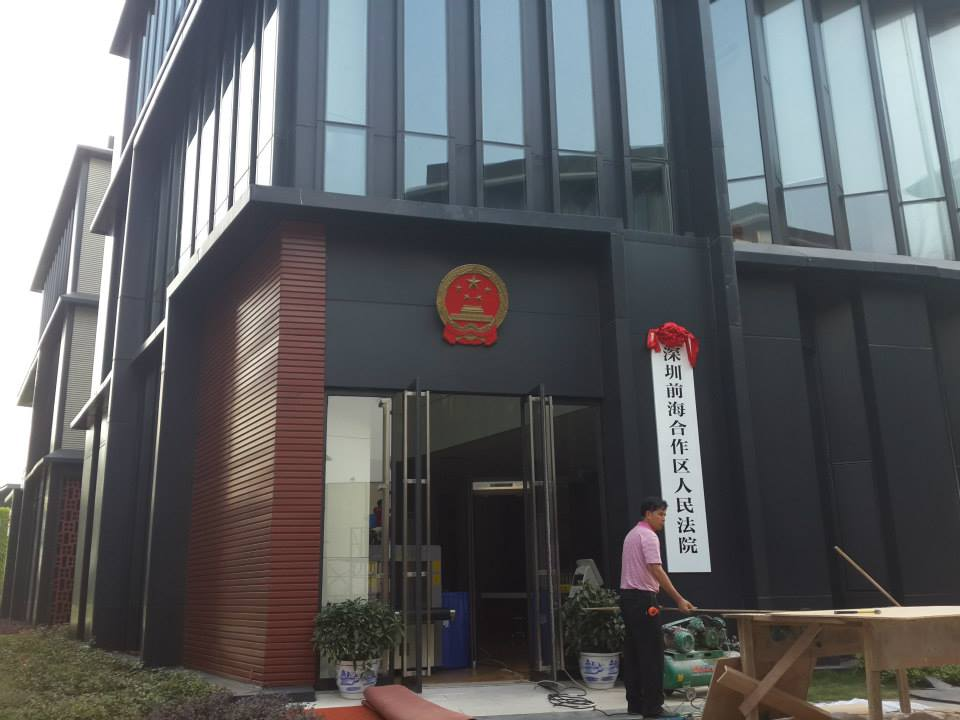
在前海企業公館內的深圳前海合作區人民法院
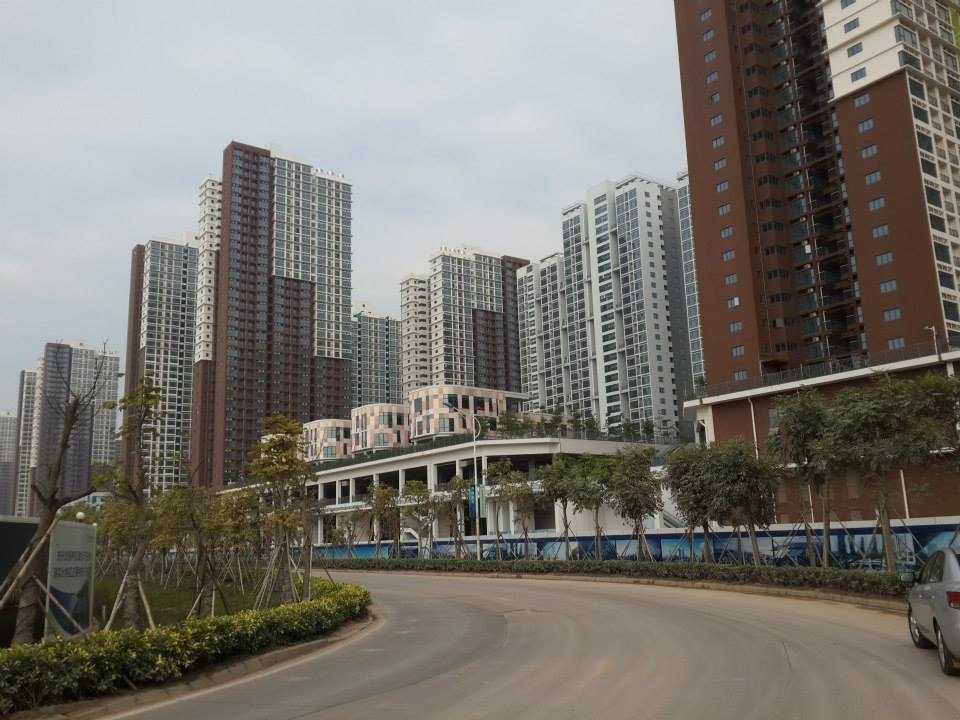
前海車輛段上蓋保障房——龍海家園
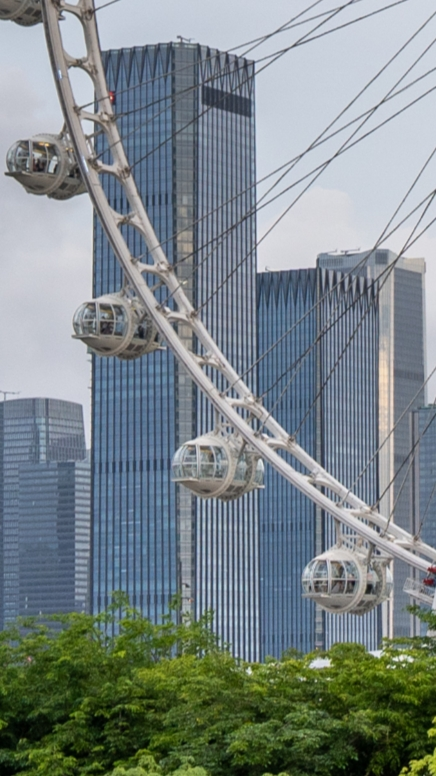
湾区之光摩天轮位于扩区后的前海合作区
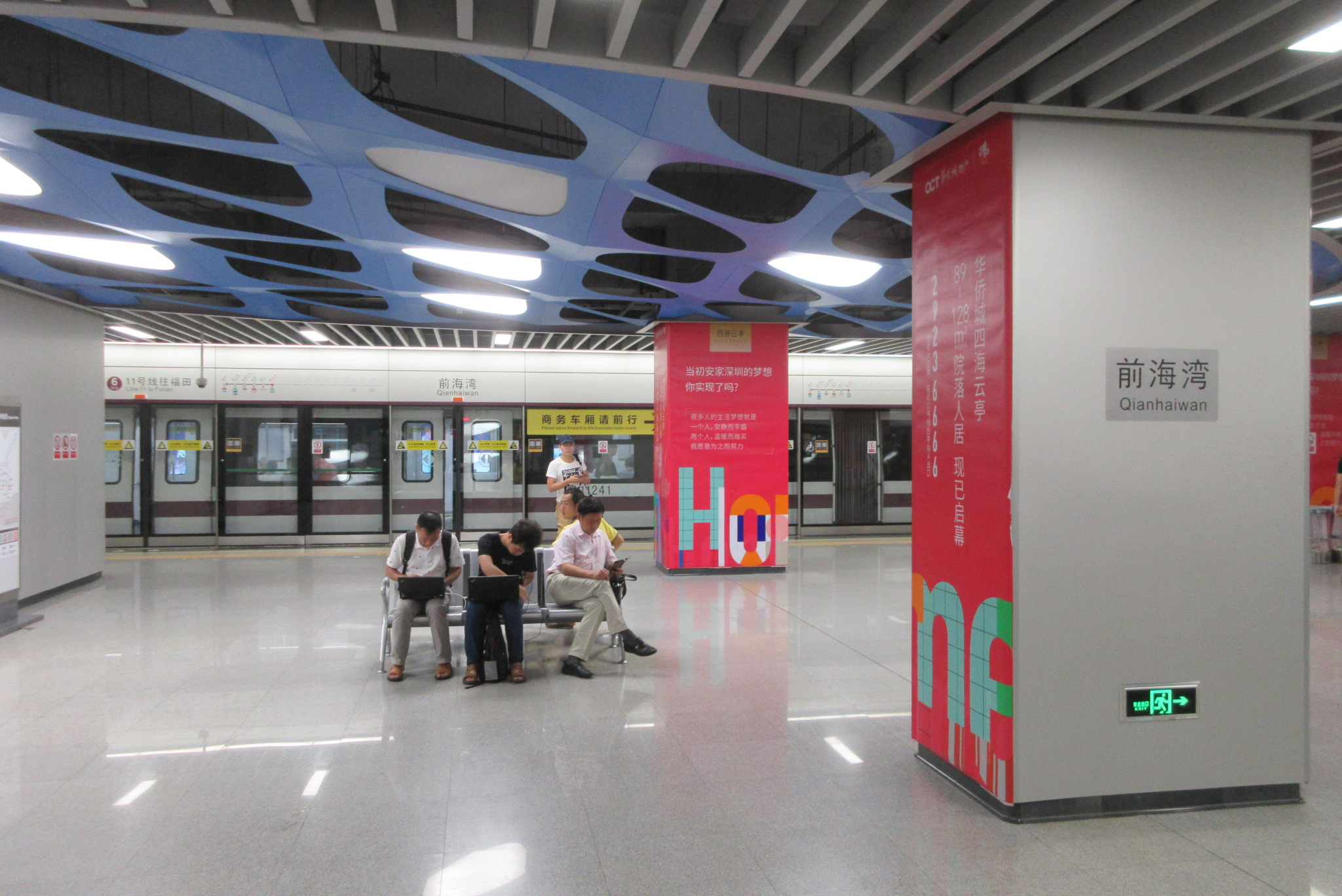
前海湾地铁站位于前海合作区
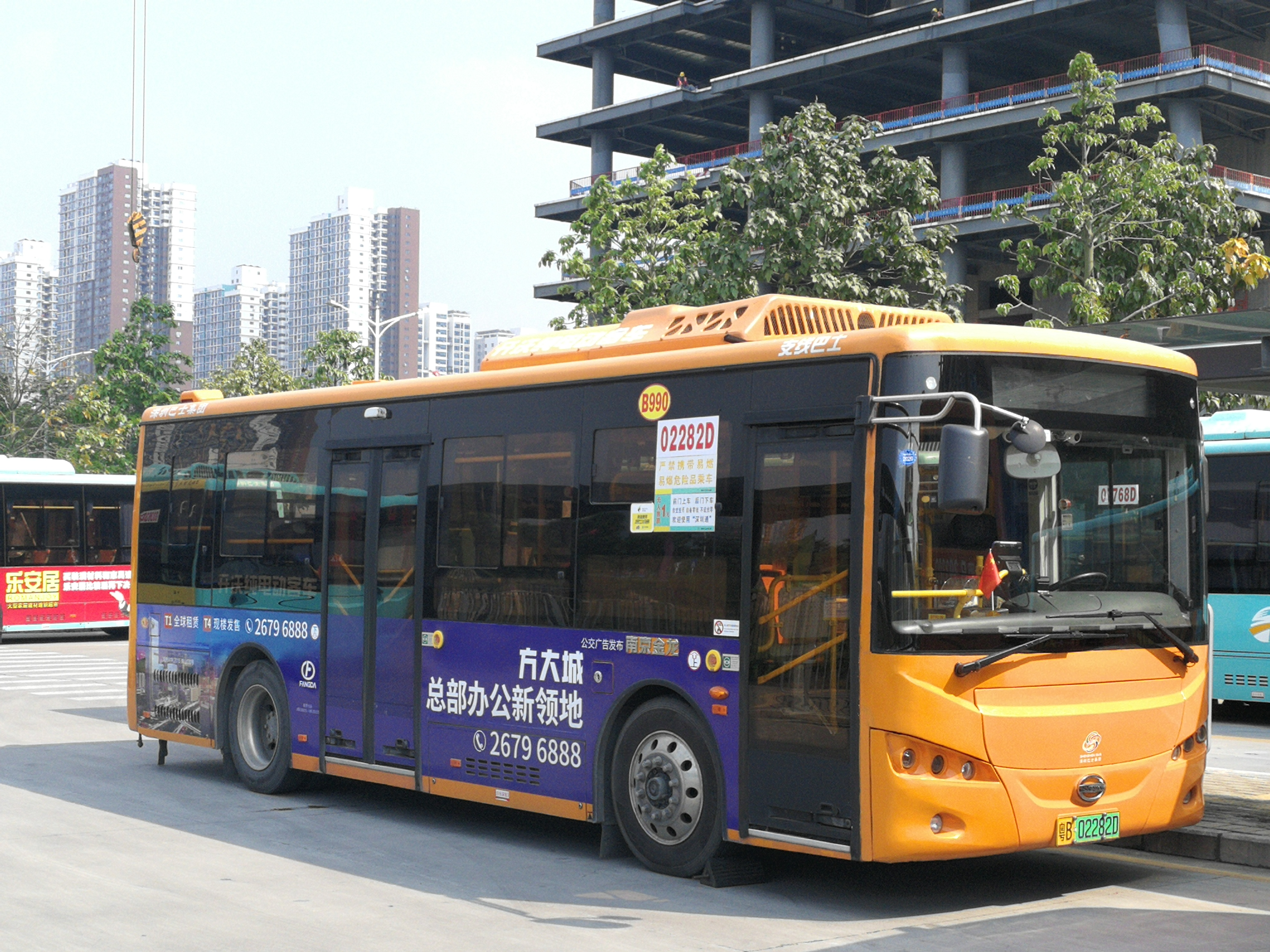
停靠在前海湾地铁站公交总站的深圳公交B990路